# Huell Howser
Huell Burnley Howser (né le 18 octobre 1945 à Gallatin et mort le 7 janvier 2013  à Palm Springs) est un acteur américain.
Il est le producteur et le présentateur de California's Gold, une émission sur les trésors touristiques méconnus de la Californie, qui connut plus de 440 épisodes.

## Filmographie

### Acteur

#### Cinéma
- 2011 : Winnie l'Ourson : Backson (voix)

#### Courts-métrages
- 2010 : Thoughts of Suicide on an Otherwise Lovely Day

#### Télévision

##### Séries télévisées
- 1997 : Beverly Hills : Reed Harvey
- 2008 : Weeds : Huell Howser

### Producteur

#### Télévision

##### Séries télévisées
- 1991-2016 : California's Gold
- 1993-2011 : Visiting... with Huell Howser
- 2001-2011 : Road Trip with Huell Howser
- 2002-2010 : California's Golden Parks
- 2003-2004 : California's Golden Coast
- 2004-2010 : California's Green
- 2010-2011 : California's Golden Fairs

### Parolier

#### Télévision

##### Séries télévisées
- 2010 : California's Gold

##### Téléfilms
- 2017 : Huell's California Adventures: Huell and Louie Hit the Road

### Scénariste

#### Séries télévisées
- 1991-2016 : California's Gold
- 1993-2011 : Visiting... with Huell Howser
- 2001-2011 : Road Trip with Huell Howser
- 2002-2010 : California's Golden Parks
- 2003-2004 : California's Golden Coast
- 2004-2010 : California's Green
- 2010-2011 : California's Golden Fairs

#### Téléfilms
- 2017 : Huell's California Adventures: Huell and Louie Hit the Road